# Czirinda
Czirinda (ros. Чиринда) – osiedle w Rosji, w Kraju Krasnojarskim, w rejonie ewenkijskim. W 2010 liczyło 211 mieszkańców.